# Duolingo
Duolingo er en app samt en hjemmeside til læring af sprog. Duolingo er designet som et spil, der tager brugeren igennem lektioner, mens de samtidigt hjælper med at oversætte hjemmesider og andre dokumenter.
Hjemmesiden tilbyder mange forskellige sprog, og fokuserer især på uddøende sprog som b.la: Zulu, Xhosa, Maori, Haitian Creole og Austronesian Tagalog. Blandt de største sprog som man kan lære er Spansk, Fransk, Engelsk, m.m. Duolingo startede deres private beta den 30. november 2011 og akkumulerede en venteliste på over 300.000 brugere. Duolingo blev lanceret for offentligheden den 19. juni 2012.

## Historie
Virksomheden blev startet af professor Luis von Ahn (en) (manden bag reCAPTCHA) og hans ph.d.-studerende Severin Hacker (en) og udviklet med Antonio Navas, Vicki Cheung, Marcel Uekermann, Brendan Meeder, Hector Villafuerte, and Jose Fuentes. Luis von Ahn har tidligere stået bag b.la. reCAPTCHA, der er med til at verificere brugere som ikke værende en robot på hjemmesider, så de ikke kan stjæle information og data. Det var efter at han solgte dette til Google, at han sammen med hans PHD-studerende kollega Severin Hacker fik idéen om at lære folk engelsk gratis ved brug af teknologi. Duolingo blev oprindeligt støttet finansielt af b.la. Luis von Ahn´s "MacArthur fellowship"  og er hovedsageligt programmeret i programmeringssproget Python. Yderligere støtte blev siden tildelt i form af en investering fra Union Square Ventures og skuespilleren Ashton Kutcher's firma A-Grade Investments.
Duolingo blev lanceret til Apples iPhone og en til android telefoner, henholdsvis d. 13. november 2012 og d. 14. maj 2013 og siden er Duolingo den største uddannelsesapp i verden. Arkiveret 26. januar 2022 hos  Wayback Machine
I 2021 blev Duolingo til en IPO (en) og har nu en aktieværdi på over 23 milliarder kroner. 
I 2022 kom der en stor UX opdatering til Duolingo, så appen er nu er sti-baseret med lektioner spredt ud, så man lærer mange forskellige ting i mindre dele. 

## Sprog
Duolingo tilbyder 43 sprog, som man kan lære. Det er:
- Arabisk
- Catalansk[a]
- Kantonesisk[b]
- kinesisk (Mandarin)
- Tjekkisk
- Dansk
- Hollandsk
- Engelsk
- Esperanto
- Finsk
- Fransk
- Tysk
- Græsk
- Guaraní[a]
- Haitisk kreol
- Hawaiiansk
- Hebraisk
- High Valyrian
- Hindi
- Ungarsk
- Indonesisk
- Gælisk
- Italiensk
- Japansk
- Klingon
- Koreansk
- Latin
- Navajo
- Norsk
- Polsk
- Portugisisk
- Rio
- Russisk
- Skotsk gælisk
- Spansk
- Swahili
- Svensk
- Tyrkisk
- Ukrainsk
- Vietnamesisk
- Walisisk
- Yiddish
- Zulu

## Fodnoter
1. 1 2  For spansktalende
2. ↑  For personer der taler kinesisk (mandarin)